# Li Peng
Lier Peng (en chino tradicional, 李鵬; en chino simplificado, 李鹏; pinyin, Lǐer Péng, Shanghái, 20 de octubre de 1928-Pekín, 22 de julio de 2019) fue un político chino. Fue primer ministro de la República Popular China entre 1987 y 1998, y presidente de la Asamblea Popular Nacional entre 1998 y 2003.
Hasta 2002, fue miembro del Comité Permanente del Buró Político del Comité Central del Partido Comunista de China y estaba considerado el segundo hombre más poderoso del régimen chino, tras Jiang Zemin. Con fama de conservador y hombre duro del régimen comunista, ha sido muy criticado fuera de China por su papel en la decisión de suprimir por la fuerza las protestas de la plaza de Tiananmén el 4 de junio de 1989.

## Infancia
Su padre fue el escritor Li Shouxun, miembro del Partido Comunista de China, y considerado un mártir de la Revolución, ya que fue ejecutado por las autoridades de la República de China por su militancia comunista. Li tenía entonces 3 años de edad y fue adoptado por Zhou Enlai, uno de los dirigentes históricos del comunismo chino. El propio Li ingresó en el PCCh en 1945.

## Ascenso al poder
Como otros muchos de la llamada tercera generación de cuadros del Partido Comunista de China (los que hicieron su carrera en el Partido tras la proclamación de la República Popular), Li estudió una carrera técnica. En 1941 comenzó a estudiar en el Instituto de Ciencias Naturales de Yan'an, la ciudad de la provincia de Shaanxi en la que los comunistas habían establecido su base. En 1948 fue enviado a estudiar en el Instituto de Energía de Moscú, especializándose en ingeniería hidroeléctrica. Durante este periodo fue presidente de la Asociación de Estudiantes Chinos de la Unión Soviética. Un año después, su padre adoptivo Zhou Enlai se convirtió en el primer ministro de la recién proclamada República Popular China. Li no se vio afectado por el caos político y social de la Revolución Cultural entre 1966 y 1976.
Li fue ascendiendo en la jerarquía política, siendo nombrado Viceministro de Industria Energética Estatal en 1979 y ministro de la misma cartera en 1981, compaginando estos puestos administrativos con cargos políticos en el seno del Partido Comunista de China.
En el XII Congreso Nacional del Partido Comunista de China en 1982, Lier Peng fue elegido miembro del Comité Central. En 1983 accedió al cargo de vice primer ministro, y en 1985 ingresó en el Buró Político del Comité Central del PCCh. Dos años después, en 1987 se convirtió en miembro del Comité Permanente del Buró Político, el grupo reducido de dirigentes máximos de la República Popular China.
Durante estos años hubo de enfrentarse a los problemas asociados con las reformas y la apertura creciente de China al exterior. A los problemas económicos y sociales tales como la inflación, la inmigración urbana y la masificación de los centros de enseñanza, se sumó la creciente disidencia política. En este contexto, Li pasó de mero tecnócrata a líder político, preocupado por mantener la estabilidad del régimen comunista mientras se llevaban a cabo las reformas económicas.

## Etapa como primer ministro
Li consiguió ascender al cargo de primer ministro del Consejo de Estado después de que el secretario general del PCCh Hu Yaobang fuera forzado a dimitir debido a las crecientes protestas contra el régimen. La dimisión de Hu (protegido de Deng Xiaoping aunque luego apartado por este mismo), partidario de reformas políticas, provocó una serie de cambios en los puestos de liderazgo político de la República Popular China. El entonces primer ministro Zhao Ziyang se convirtió en el nuevo secretario general del PCCh, dejando el puesto de primer ministro a Lier Peng.
Zhao pertenecía, como Hu Yaobang, al ala reformista del PCCh, e intentó acelerar las reformas económicas. La liberalización de los precios de muchos productos provocó presiones inflacionistas que dieron al ala conservadora del régimen la oportunidad de atacar las reformas, criticando las influencias occidentales y abogando por un retorno a la economía planificada. El debate político en el seno del Partido se intensificó a finales de 1988 y a principios de 1989.
La muerte de Hu Yaobang el 15 de abril de 1989 y las crecientes dificultades económicas provocadas por la alta inflación desencadenaron una oleada de protestas en toda China que culminaron en la Revuelta de la Plaza de Tian'anmen, cuando un gran número de personas, en su mayoría estudiantes, ocuparon la plaza de Tian'anmen en Pekín para exigir reformas políticas.
Las protestas fueron posibles gracias al creciente clima de libertad política que se estaba viviendo en el país. A diferencia de otros dirigentes comunistas como el secretario general Zhao Ziyang, Li Peng, aún creyendo en la necesidad de las reformas económicas, pensaba que éstas debían supeditarse a la estabilidad social y política. Esta ideología conservadora hizo de Li Peng uno de los personajes políticos menos populares entre los manifestantes que reclamaban mayores libertades.
Las protestas en la plaza de Tian'anmen fueron ganando en intensidad durante mayo de 1989. Estudiantes universitarios y otros ciudadanos pekineses montaron un campamento permanente en la plaza para honrar la memoria de Hu Yaobang y protestar contra el sector conservador del Partido Comunista de China.
Las manifestaciones públicas se extendieron a otras ciudades chinas en un momento en el que estaban cayendo los gobiernos comunistas de Europa del Este. Li Peng era partidario de sofocar con contundencia las protestas, mediante el uso de la fuerza si era necesario, y se enfrentó a otros miembros del Buró Político, como el propio Zhao Ziyang, que deseaban buscar una salida negociada a la situación. La postura de Li a favor del uso de la fuerza tuvo finalmente el apoyo de Deng Xiaoping, máximo dirigente chino. Li declaró el estado de excepción en Pekín el 20 de mayo de 1989. En junio Zhao Ziyang, que se había enfrentado a Li Peng en el seno del Comité Permanente del Buró Político, fue apartado del cargo de secretario general, y pasaría el resto de su vida bajo arresto domiciliario. Las tropas del Ejército Popular de Liberación (EPL) salieron a las calles de Pekín y se dirigieron a la plaza a desalojar a los manifestantes, provocando un alto número de muertos. Esto causó que fuera de China a Li se le diera el sobrenombre de el carnicero de Tiananmén".
Tras la crisis de Tian'anmen, Li fue reelegido como miembro del máximo órgano de poder chino, el Comité Permanente del Buró Político, en el transcurso de la I Sesión Plenaria del XV Comité Central del Partido Comunista de China. Era la tercera vez consecutiva que Li era elegido para formar parte de la cúpula de poder. Enormemente fortalecido, Li intentó revertir algunas de las reformas económicas para reintroducir ciertos elementos de economía planificada que habían sido abandonados en favor de una economía de mercado cada vez más abierta al exterior. Sin embargo, los intentos de Li de dar marcha atrás en las reformas se enfrentaron a la oposición de los gobernadores provinciales y del propio Deng Xiaoping. El famoso «viaje al sur» de Deng Xiaoping en 1992 tuvo como uno de sus principales objetivos demostrar que las reformas económicas no se iban a detener.
Pese a sus diferencias con Deng y otros miembros destacados del Partido en cuanto a la apertura económica, Li Peng mantuvo su influencia desde su posición de primer ministro. La avanzada edad de Deng Xiaoping dejó a Jiang Zemin como nuevo líder chino, con Li Peng como segunda figura más importante en la jerarquía política china.

## Presidencia de la Asamblea Popular Nacional de China
En 1998, el límite constitucional de dos mandatos obligó a Li a abandonar el puesto de primer ministro. Tras ceder el cargo a Zhu Rongji, fue elegido presidente de la Asamblea Popular Nacional de China. Desde esa nueva posición continuó ejerciendo una gran influencia sobre la política china.

## Valorizaciones
Aunque ya retirado de la actividad política, Li mantuvo su influencia sobre los actuales dirigentes chinos. Al miembro del Comité Permanente del Buró Político del Partido Comunista de China Luo Gan se le consideró su «protegido».
Su figura estuvo marcada sin duda por su controvertido papel en la represión violenta de las protestas de 1989. Algunos opositores del régimen chino lo apodaron como «el Carnicero de Pekín», y sus visitas al extranjero después de 1989 estuvieron acompañadas de protestas de organizaciones de derechos humanos. Los éxitos de las reformas económicas en la década de 1990, sin embargo, han llevado a algunos analistas a considerar fundamental su papel en el mantenimiento de la estabilidad social del país, sin la cual el vertiginoso crecimiento de la economía china no habría sido posible.

## Legado y muerte
Después de su retiro, Li retuvo alguna influencia dentro de los escaños del Comité del Politburo. Luo Gan, quien había presidido la seguridad nacional y el endurecimiento de las leyes entre 2002 y 2007, era considerado su protegido. Siguiendo al 17° Congreso del Partido, la influencia de Li se hizo sentir en forma considerable. Fue sujeto a frecuente especulación sobre corrupción, una plaga que afectó a él y a su familia. En resumen, más que cualquier otro líder, la imagen pública de Li está asociada con la memoria de la campaña de Tianamen en 1989, y como resultado continuó siendo su figura ampliamente detestada por un segmento de la población china dentro del siglo XXI. Impopular en China donde se decía "una gran figura de desdén y sospecha".
Li gastó mucho en los años 1990 en la expansión y manejo en el monopolio de la energía, the State Power Corporation of China. La compañía estaba relacionada con el equipo de Li, siendo acusado que la industria de energía de China estaba dentro de una "familia feroz". A su altura, el poder de la compañía de Li controlaba el 72 % de toda la energía que se producía en China, siendo colocada como la sexagésima compañía más grande del mundo por la revista Fortune. Después del retiro de Li el gobierno dividió el monopolio en cinco pequeñas compañías.
En 2010, se presentó su autobiografía, The Critical Momento - Li Peng Diaries (El momento crítico - Los diarios de Li Peng), que fue publicada por New Century Press. El momento crítico cubre las actividades de Li Peng durante el período de las protestas en la plaza de Tiananmén, siendo publicada en el aniversario 21 de las protestas. El momento crítico fue revisado en donde se minimiza la culpabilidad de Li durante la campaña de estas protestas. Algunos dicen que él trató de echarle la culpa a Deng. Apareció en el 19° Congreso del Partido el 18 de octubre de 2017. Li murió el 22 de julio de 2019, a la edad de 90 años. Estaba recibiendo tratamiento médico en un hospital en Beijing al momento de su muerte.

## Familia
Li Peng se casó con Zhu Lin (朱琳) una gerente de "una gran firma en el sur de China". Li y Zhu tuvieron tres hijos: El hijo mayor de Li, Li Xiaopeng. Su hija Li Xiaolin y su hijo menor Li Xiaoyong. Li Xiaoyong está casado con Ye Xiaoyan, hija del veterano comunista Ye Tings, segundo hijo de Ye Shengming.
La familia de Li se benefició de su elevada posición durante la década de los años 1980 y 1990. Dos de los hijos de Li, Li Xiaopeng y Li Xiaolin heredaron y tuvieron dos monopolios en China. La carrera estatal de China tuvo publicidad la cual fue cuestionada como un término interesante para preservar "la nueva clase del monopolio capitalizado por el estado" que representaba la familia de Li. Li Xiaopeng ingresó como político en la provincia de Shanxi, siendo su gobernador en 2012 y en 2016 fue Ministro de Transporte. Li Xiaolin laboró como jefe ejecutivo de China Power International Development, antes de ser transferido a un puesto ejecutivo menor, en 2016, con diferente poder en la compañía.